# Uhorské
Uhorské es un municipio del distrito de Poltár en la región de Banská Bystrica, Eslovaquia, con una población estimada a final del año 2024 de 494 habitantes.
Se encuentra ubicado en el centro de la región, cerca del río Ipoly —un afluente izquierdo del Danubio— y de la frontera con Hungría.

## Demografía
| Año        | 1994 | 2004    | 2014    | 2024    |
| ---------- | ---- | ------- | ------- | ------- |
| Población  | 560  | 594     | 544     | 494     |
| Diferencia |      | +6,07 % | −8,41 % | −9,19 % |

| Año        | 2023 | 2024    |
| ---------- | ---- | ------- |
| Población  | 506  | 494     |
| Diferencia |      | −2,37 % |